# Hypostomus commersoni
La vieja negra o vieja de agua (Hypostomus commersoni) es una especie de peces de la familia Loricariidae en el orden de los Siluriformes.

## Morfología
Los machos pueden llegar alcanzar los 60,5 cm de longitud total.

## Distribución geográfica
Se encuentran en Sudamérica: cuencas de los ríos  Paraná y  Uruguay.